# Linia kolejowa nr 134
Linia kolejowa nr 134 Jaworzno Szczakowa – Mysłowice – magistralna, zelektryfikowana, prawie w całości dwutorowa linia kolejowa znaczenia państwowego w województwie śląskim wchodząca w skład międzynarodowej linii kolejowej E 30.

## Charakterystyka techniczna
Według stanu z 17 grudnia 2015 obowiązują następujące prędkości maksymalne dla pociągów:
| Prędkość                                          | Prędkość         | Prędkość         | Kilometraż | Kilometraż | Prędkość            | Prędkość         | Prędkość         |
| tor 1                                             | tor 1            | tor 1            | od         | do         | tor 2               | tor 2            | tor 2            |
| pociągi pasażerskie                               | autobusy szynowe | pociągi towarowe | od         | do         | pociągi pasażerskie | autobusy szynowe | pociągi towarowe |
| ------------------------------------------------- | ---------------- | ---------------- | ---------- | ---------- | ------------------- | ---------------- | ---------------- |
|                                                   |                  |                  | 0,274      | 0,345      | 100                 | 100              | 100              |
| 100                                               | 100              | 100              | 0,345      | 1,150      | 100                 | 100              | 100              |
| 160                                               | 160              | 120              | 1,150      | 3,840      | 160                 | 160              | 120              |
| 120                                               | 120              | 120              | 3,840      | 5,130      | 120                 | 120              | 120              |
| 160                                               | 160              | 120              | 5,130      | 6,280      | 160                 | 160              | 120              |
| 140                                               | 140              | 120              | 6,280      | 6,847      | 140                 | 140              | 120              |
| 100                                               | 100              | 100              | 6,847      | 11,828     | 100                 | 100              | 100              |
| 80                                                | 80               | 80               | 11,828     | 11,833     | 100                 | 100              | 100              |
| 80                                                | 80               | 80               | 11,833     | 12,211     | 80                  | 80               | 80               |
| nie zawiera ograniczeń z Wykazu Ostrzeżeń Stałych |                  |                  |            |            |                     |                  |                  |

## Modernizacja
30 listopada 2010 PKP PLK zawarły umowę na zaprojektowanie i wykonanie robót budowlanych na linii nr 134 na odcinku Sosnowiec Jęzor – Jaworzno Szczakowa oraz na linii nr 133 na odcinku Jaworzno Szczakowa – Trzebinia. Wykonawcą zostało konsorcjum firm Przedsiębiorstwo Robót Kolejowych i Inżynieryjnych we Wrocławiu, Przedsiębiorstwo Budownictwa Kolejowego i Inżynieryjnego „Infrakol” i Przedsiębiorstwo Napraw i Utrzymania Infrastruktury Kolejowej w Krakowie. Prace zakończono w czerwcu 2015.
W lutym 2013 roku PKP PLK ogłosiło przetarg na prace rewitalizacyjne na linii 134 na odcinku Sosnowiec Jęzor – Mysłowice oraz fragmentu linii nr 137. Zlecone zadanie objęło opracowanie dokumentacji projektowej oraz wykonanie robót, co pozwoli na przywrócenie prędkości rozkładowej 100 km/h. Zakończenie prac zaplanowano do 30 listopada 2013 roku. Prace rozpoczęły się wraz ze zmianą rozkładu jazdy 14 kwietnia 2013 roku.
15 grudnia 2024 na linii uruchomiony został nowy przystanek – Sosnowiec Jęzor Południowy.